# Makao
Makao, Macao oder auch Böse Neun ist ein einfaches Würfelspiel mit einem einzelnen Würfel und einem Würfelbecher für beliebig viele Mitspieler. Es handelt sich um ein Spiel, bei dem die Mitspieler in ihren Würfen einen bestimmten Wert erreichen müssen und nicht überschreiten dürfen, darin ähnelt es anderen Würfelspielen wie etwa Über 12 ist tot oder Fünfzehn sowie den Kartenspielen Siebzehn und Vier und Black Jack. Abgeleitet ist es von dem gleichnamigen Kartenspiel Macao, einem möglichen Vorläufer des beliebten Glücksspiels Baccara. Wie bei diesem leitet sich der Name des Spiels von der Stadt Macau ab, dem „Monte Carlo des Ostens“.
In Spielesammlungen mit Würfeln werden Makao oder ähnliche Spiele regelmäßig in die entsprechenden Regelhefte aufgenommen.

## Spielweise

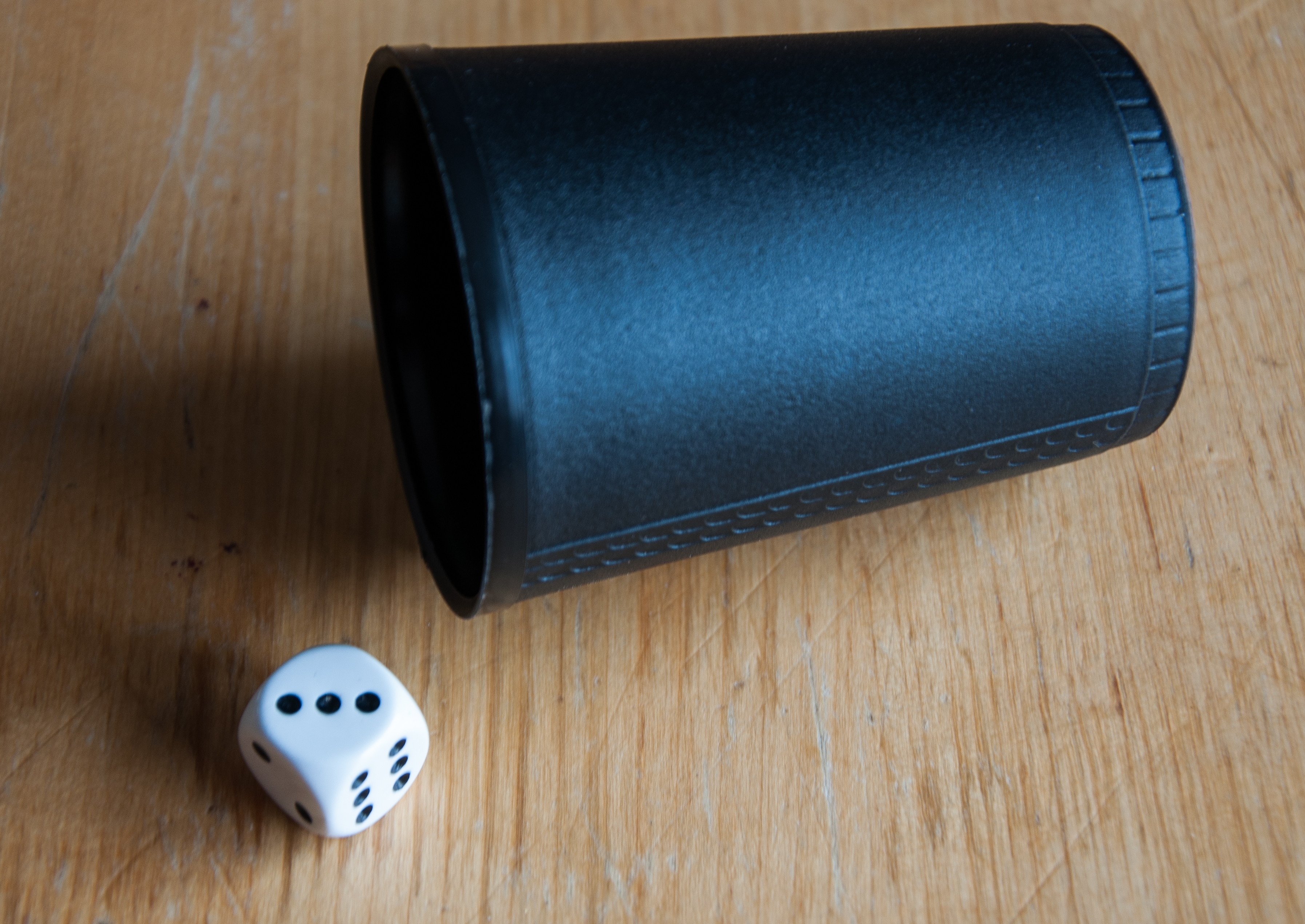
Makao wird mit einem einzelnen Würfel und Würfelbecher gespielt.

Das Spiel wird reihum gespielt. Jeder Spieler würfelt so oft er möchte und versucht damit, so nah an die Würfelsumme Neun zu kommen wie möglich. Jeder Spieler, der mehr Punkte würfelt, ist „tot“ und scheidet aus. Gewinner ist der Spieler, der am nächsten an die Zahl herankommt, ohne sie zu überschreiten, oder sie genau trifft.
Die Zielsumme kann variiert werden, bei dem Spiel Fünfzehn wird sie bei gleichen Regeln auf 15 Punkte festgelegt. Bei Über 12 ist tot ist die zu erreichende Summe die Zwölf und die Spieler müssen jeweils drei Mal würfeln, danach können sie freiwillig einen vierten Wurf wagen.
Wie bei ähnlichen Spielen ist die Taktik und Risikofreudigkeit der Spieler entscheidend. Die späteren Spieler einer Runde haben zudem den Vorteil, die Würfe der anderen Spieler bereits zu kennen und können ihre Entscheidung bezüglich zusätzlicher Würfe davon abhängig machen.

## Belege
1. 1 2  „Macao“ In: Claus Voigt, Helmut Steuer: Das große Humboldt Spielebuch. Schlütersche, 2004; S. 59. (Google Books)
2. ↑  „Böse Neun“ In: Friedrich Pruss: Würfelspiele. Falken Verlag, Niedernhausen 1998; S. 12. ISBN 3-635-60129-2. (Pruss beschreibt das Spiel unter zwei Namen mit nahezu identischen Regeln)
3. 1 2  „Makao“ In: Erhard Gorys: Das Buch der Spiele. Manfred Pawlak Verlagsgesellschaft, Herrsching o. J.; S. 401.
4. 1 2 3  „Makao“ In: Friedrich Pruss: Würfelspiele. Falken Verlag, Niedernhausen 1998; S. 9. ISBN 3-635-60129-2.
5. 1 2  „Über 12 ist tot“ In: Erhard Gorys: Das Buch der Spiele. Manfred Pawlak Verlagsgesellschaft, Herrsching o. J.; S. 401.
6. 1 2  „Fünfzehn“ In: Robert E. Lembke: Das große Haus- und Familienbuch der Spiele. Lingen Verlag, Köln o. J.; S. 244–245.